# Église simultanée de Beaumont-lès-Valence
L'église-temple de Beaumont-lès-Valence est une église simultanée située dans la Drôme. La nef appartient à une Église réformée de l'Église protestante unie de France, et le chœur à l'Église catholique. L'église est classée au titre des monuments historiques par arrêté du 22 septembre 1914.

## Historique
L'église Notre-Dame est construite au XIIe siècle dans le cadre d'un prieuré de l'abbaye bénédictine de La Chaise-Dieu, qui s'est développée au XIe siècle.
Durant la Renaissance, la paroisse passe à la Réforme. Pendant les guerres de Religions, en 1559, 1561 et 1562 l'édifice est incendié. Les protestants bâtissent un nouveau temple. L'église est restitué aux catholiques après l'édit de Nantes en 1598. 
En 1665, la toiture et le clocher de l'église catholique s'effondrent. Le temple protestant est rasé lors de la révocation de l'édit de Nantes, en 1685. En 1731, l'évêque de Valence Alexandre Milon de Mesme, fait reconstruire la vieille église dans un style néo-roman.  

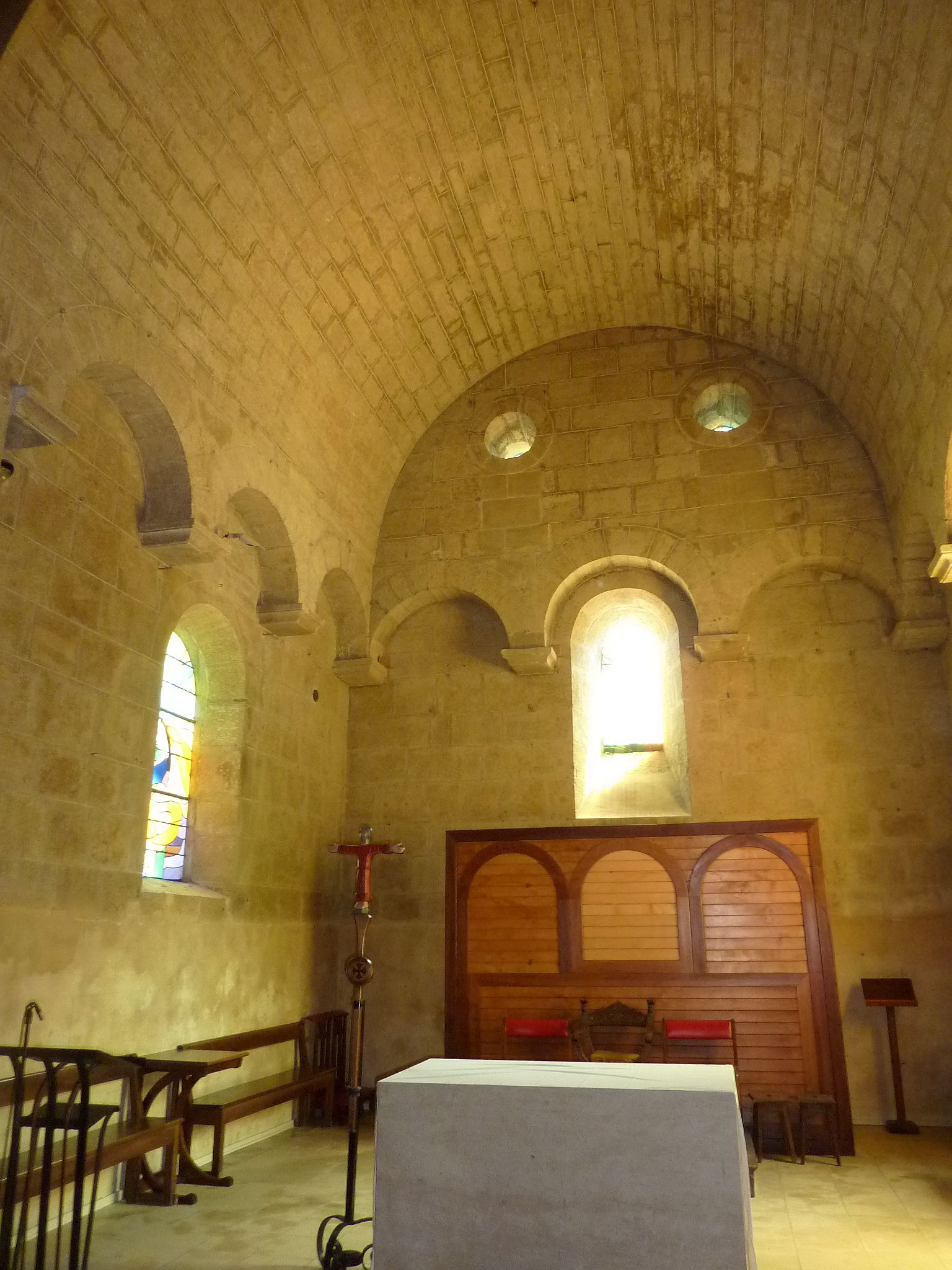
Le chœur catholique en 2017.

À la Révolution française, l'église est désacralisée et devient un temple de la Raison en 1793. En 1802, dans le cadre des Articles organiques du Régime concordataire français, l'église revient aux protestants. Elle devient une église simultanée, selon le principe du simultaneum, avec des horaires différents. En 1806, un mur est construit pour séparer la nef, utilisée par les protestants, du chœur utilisé par les catholiques. Des entrées séparées sont aménagées. 
En janvier 2008, le mur est enlevé et remplacé par une cloison amovible en bois, à charnières. La paroisse développe les relations œcuméniques,.

## Mobilier remarquable
Une statue de Vierge à l'Enfant, un tableau représentant François de Sales et un tableau représentant le baptême du Christ sont inscrits au titre objet des monuments historiques par arrêté du 19 mars 1976. 